# 2024 en haltérophilie
Cet article présente les faits marquants de l'année 2024 en haltérophilie.

## Évènements

### Jeux olympiques et paralympiques
- Haltérophilie aux Jeux olympiques d'été de 2024
- Haltérophilie aux Jeux paralympiques d'été de 2024